# Албра (Кунео)
Албра (итал. Albra) је насеље у Италији у округу Кунео, региону Пијемонт.
Према процени из 2011. у насељу је живело 14 становника. Насеље се налази на надморској висини од 995 м.